# 牧野忠雅
牧野 忠雅（まきの ただまさ）は、越後長岡藩の第10代藩主。長岡藩系牧野家宗家11代。第9代藩主・牧野忠精の四男。老中となり海防掛担当。

## 生涯

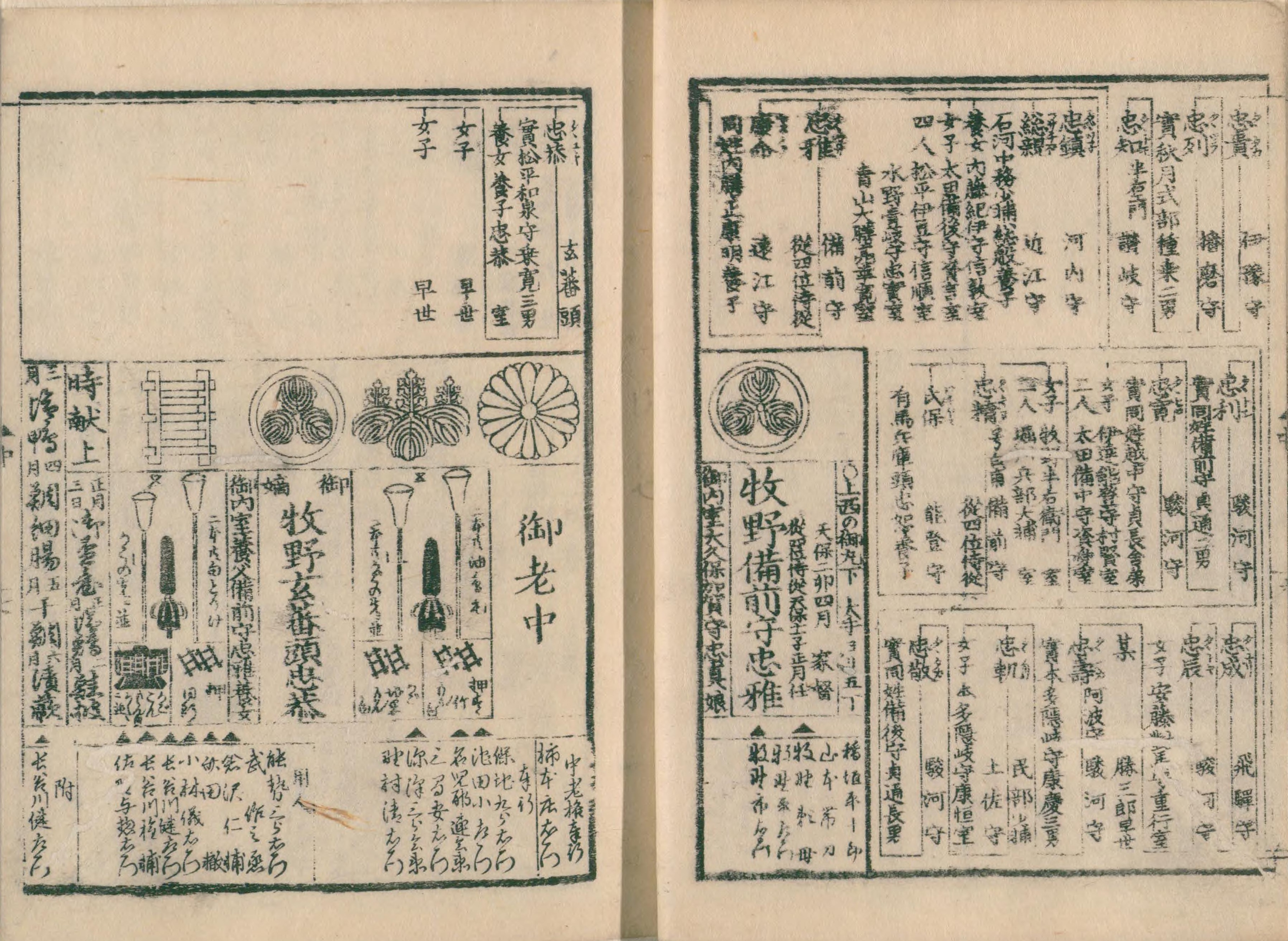
『新板改正 安政武鑑 御大名衆 巻之二』（安政3年（1856年）刊）より越後長岡藩牧野忠雅の箇所

寛政11年（1799年）に江戸藩邸にて生まれた。四男であるが、忠精の息子で正室出生は長兄の忠鎮と忠雅、夭折した一女のみである。文化5年（1808年）、忠鎮が死去すると、庶出の兄・石川総親は既に下館藩主石川家を相続し、同じく庶出の兄の銀三郎も既に死去していたため、嗣子となる。
文政4年（1821年）に大久保忠真の娘である逸姫を正室に迎え、天保2年（1831年）に忠精が隠居すると家督を相続する。奏者番、寺社奉行、京都所司代を経て、老中となり海防掛担当となる。閣内の席次は阿部正弘に次ぎ、終始阿部に歩調を合わせていたが、阿部死去後、堀田正睦が名実ともに実権を握ると、老中を辞任した。翌年に死去し、家督は養子の忠恭が継いだ。

## 幕職年譜
- 天保5年（1834年） 奏者番
- 天保7年（1836年）2月26日、寺社奉行兼任
- 天保10年（1840年）1月13日、京都所司代に転ずる
- 天保14年（1843年）11月1日、老中
- 安政4年（1857年）9月10日、老中辞任・溜詰格
- 安政5年（1858年）10月25日、卒去。享年60

## 人物
1982年の済海寺での牧野家改葬にともなう緊急遺骨調査によると、推定身長は155.4cmと当時としては比較的低身長であるが、太さは歴代藩主中で最大もしくは大きい部類に入るとしている。なお、父の忠精や兄の忠鎮は150cm代であったが、体格は華奢である。加えて、正室の逸姫の推定身長は150.3cmで、牧野家正室の中でも太い部類に属する。

## 主要家臣
以下は『改訂増補 大武鑑 中巻』（名著刊行会）を参考としたもの。各役職は越後長岡藩#職制を参照。なお刊行の都合により刊行年以前の内容の可能性がある。
【安政元年（参考文献では嘉永7年）刊行の武鑑】
職名無しで武鑑に記載
- 山本主計
- 牧野頼母（定府）
- 牧野平左衛門
- 牧野市右衛門（定府）
- 稲垣平十郎

中老格奉行
- 九里孫左衛門
- 倉沢忠左衛門（定府）

奉行
- 杉田弥次兵衛
- 池田小左衛門
- 柿本庄右衛門
- 深澤右膳
- 稲垣林四郎
- 名児那定之丞

用人
- 能勢三郎右衛門
- 小島助右衛門
- 深澤三郎兵衛（定府）
- 菅沼助八郎（定府、公用人兼務）
- 渡辺左近右衛門（定府、附兼務）
- 斎田轍（定府、公用人兼務）
- 伴権六（定府、公用人兼務）
- 倉沢仁輔（定府、公用人兼務）

取次頭取
- 仙田弥市郎
- 高野七左衛門
- 小林儀右衛門

## 系譜
父母
- 牧野忠精（父）
- 青山忠高の娘（母）

正室
- 逸姫 - 大久保忠真の娘

養子
- 牧野忠恭 - 松平乗寛の三男

## 登場作品
テレビドラマ
- 『翔ぶが如く』（1990年、NHK大河ドラマ、演：小寺大介）
- 『龍馬伝』（2010年、NHK大河ドラマ、演：田口主将）